# Christy Carlson Romano
Pour les articles homonymes, voir Romano.
Christy Carlson Romano, née le 20 mars 1984 à Milford dans le Connecticut, est une actrice et chanteuse américaine. Elle est plus connue pour le rôle de Ren Stevens dans la série La Guerre des Stevens et elle est la voix de Kim Possible en anglais.

## Biographie
Christy a commencé sa carrière à l'âge de six ans à New York, elle a été engagée pour plusieurs tournées nationales de spectacles de Broadway, des spectacles dont Annie, The Will Rogers Follies, et The Sound of Music avec Marie Osmond. En 1996, elle fait sa première apparition dans un long métrage dans Tout le monde dit I love you, film de Woody Allen. Elle a continué à jouer dans des films indépendants.
En 2002, Christy est devenue la première personne à travailler dans trois projets de Disney Channel en même temps, la série La Guerre des Stevens avec un rôle principal. Elle joue, dans Cadet Kelly, aux côtés d'Hilary Duff, et dans Kim Possible, pour lequel elle a été nommée pour un Daytime Emmy Award,.
Du 17 février 2004 au 12 septembre 2004, Christy joue durant 31 semaines au théâtre à Broadway, la pièce Beauty and the Beast on Broadway.
Elle a également joué dans Le Feu sur la glace 2, en route vers la gloire le rôle de Jackie Dorsey avec Ross Thomas qui interprétera le rôle de Alex Harrison.
Elle rencontre le producteur Brendan Rooney en février 2011. Ils se marient le 31 décembre 2013 au Banff Springs Hôtel à Banff en Alberta. Le couple a deux filles : Isabella et Sophia.

## Filmographie

### Cinéma
- 1996 : Tout le monde dit I love you : Trick-or-Treat Child (Christy Romano)
- 1999 : Goosed : Gail
- 2000 : Les Légendes de Brooklyn (Looking for an Echo) : Tina Pirelli
- 2006 : Final Fantasy VII: Advent Children : Yuffie Kisaragi
- 2009 : Mirrors 2 : Jenna McCarty
- 2012 : Loosies (Run or Die) : Carmen
- 2012 : Infected (en) : Kelly
- 2013 : Lucky Dog : Sharon
- 2014 :	Prism : Grace
- 2014 : Real Love : Brie
- 2014 : Bear with Us : Quincy Adams
- 2015 : The Girl in the Photographs (en) : Britney
- 2016 : Christmas All Over Again : Marilyn

### Séries télévisées
- 2000-2003 : La Guerre des Stevens : Ren Stevens
- 2002-2007 : Kim Possible (série animée) : Kim Possible
- 2005 : Summerland : Gigi (saison 2, épisode 7)
- 2005 : Lilo et Stitch, la série : Kim Possible
- 2010 : Les Pingouins de Madagascar : Petite Fille 1 / Lunacorn (Saison 2, épisode 21 / 22)
- 2014 : Hawthorne : Infirmière en chef : Capitaine d'une équipe de hockey sur glace (saison 1, épisode 7)
- 2017-2021 : Baymax et les Nouveaux Héros (Big Hero 6: The Series) : Trina

### Téléfilms
- 2002 : Cadet Kelly : Cadet Capitaine Jennifer Stone
- 2003 : Drôles de vacances : Ren Stevens
- 2003 : Kim Possible : La Clé du temps : Kim Possible
- 2005 : Campus Confidential : Violet
- 2005 : Kim Possible, le film : Mission Cupidon : Kim Possible
- 2006 : Le feu sur la glace 2, en route vers la gloire (The Cutting Edge: Going for the Gold): Jackie Dorsey
- 2007 : Taking Five : Danielle Thompson
- 2008 : La Passion de la glace (The Cutting Edge 3: Chasing the Dream) : Jackie Dorsey-Harrison
- 2010 : Les immortels de la nuit (Wolvesbayne) de Griff Furst : Alex Layton
- 2014 : Une mère en détresse (Deadly daycare) de Michael Feifer : Gabby
- 2016 : Une belle fête de Noël de Michael Feifer : Caroline
- 2019 : Kim Possible de Zach Lipovsky et Adam B. Stein : Poppy Blu
- 2019 : 24h pour sauver mon bébé (Maternal Instinct) de Michael Feifer : Gloria

### Jeux vidéo
- 2002 : Kingdom Hearts (2002) (jeu vidéo) : Yuffie Kisaragi
- 2002 : Kim Possible: Revenge of Monkey Fist : Kim Possible

## Théâtre
- Annie

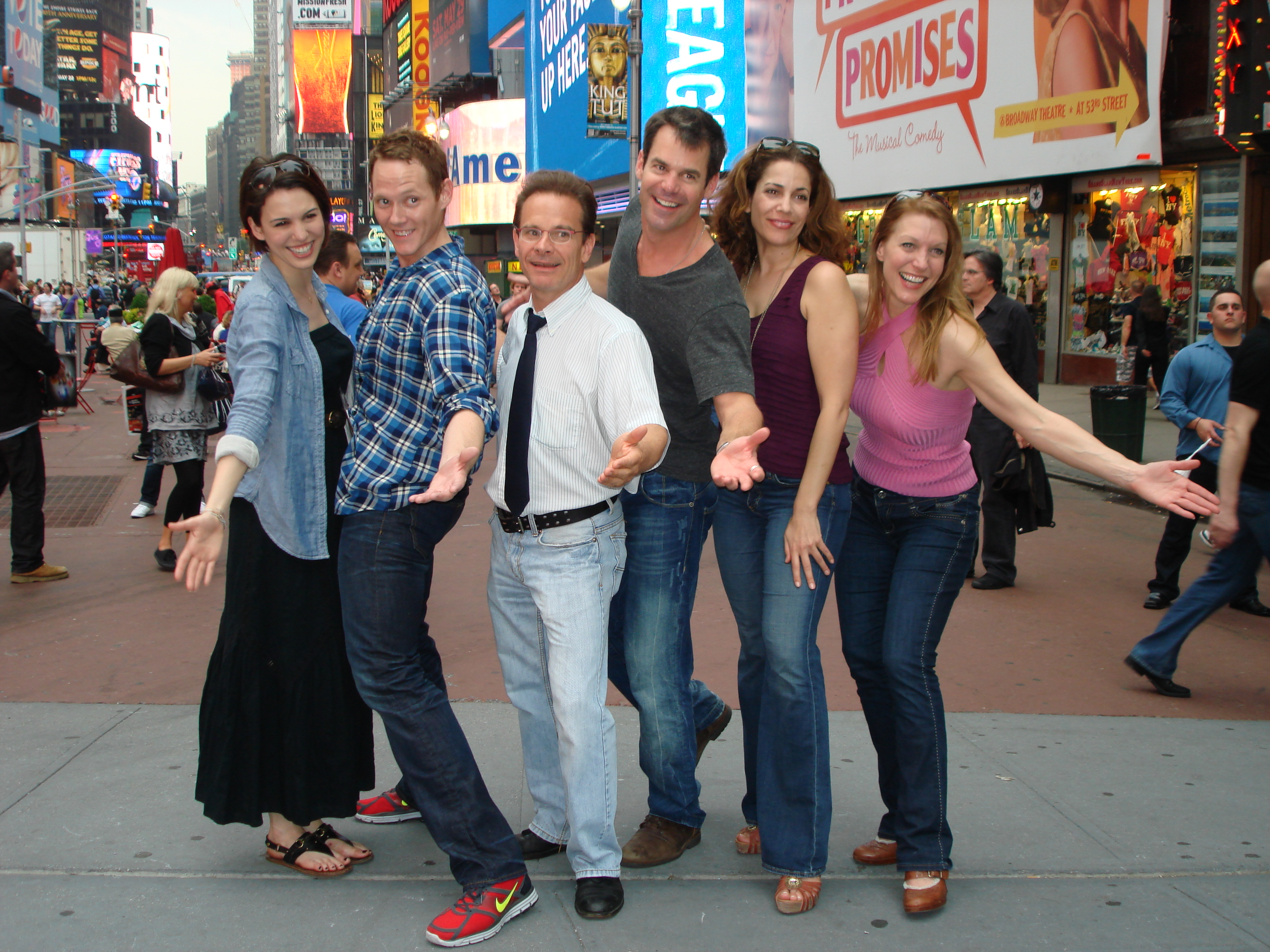
Acteurs de la pièce White's Lies.
De gauche à droite : Christy Carlson Romano, Jimmy Ray Bennett, Peter Scolari, Tuc Watkins, Rena Strober et Andrea Grano.

- Night Of The Thunder (pièce de Broadway)
- Just One World (pièce de Broadway)
- Broadway Kids sing Broadway (pièce de théâtre)

| Année     | Show                                       | Rôle                          |
| --------- | ------------------------------------------ | ----------------------------- |
| 1994      | The Sound Of Music (en)                    | Martha, avec Marie Osmond     |
| 1998–1999 | Parade                                     | Mary Phagan                   |
| 2004      | Beauty and the Beast: The Broadway musical | Belle                         |
| 2008      | Avenue Q                                   | Kate Monster et Lucy the Slut |
| 2010      | White's Lies (en)                          | Michelle                      |

## Discographie
- The Broadway Kids At the Movies (1997)
- Greatest Disney TV & Film Hits (2004)